# Удето, Софи д'
Элизабет Франсуаза Софи Лалив де Бельгард, графиня д’Удето (англ. Elisabeth Françoise Sophie Lalive de Bellegarde, Comtesse d'Houdetot; 18 декабря 1730, Париж — 22 января 1813, rue de Tournon, VI округ Парижа, Франция) — известная своим умом и образованием французская дворянка, хозяйка литературного великосветского салона и писательница.

## Биография
Софи де Бельгард родилась 18 декабря 1730 года в столице французского королевства городе Париже в семье небогатого сборщика налогов Луи де Робертье Дени Лалив де Бельгард и его жены Мари Дикс Жозеф Прувёр.
В семнадцать лет в церкви Сен-Рош в Париже она вышла замуж за Клода Константа Сезара, графа д’Удето, армейского бригадного генерала; свадьба состоялась 28 февраля 1748 года. Графиня была представлена при дворе, где смешалась с литературными кругами Парижа, освоиться при дворе ей помогала её кузина и невестка Луиза д'Эпине, состоявшая в отношениях с Фридрихом Мельхиором, бароном де Гриммом, редактором рукописного литературного журнала, в котором Дени Дидро распространял большую часть своих произведений. Мадам д’Эпине принимала участие в редакционной работе и была частью кружка Дидро, Гримма и барона д’Гольбаха.
Графиня д’Удето родила троих детей, один из которых, Сезар Луи Мари Франсуа Анж д’Удето, стал армейским бригадным генералом, как и его отец, и был губернатором Мартиники во время Великой французской революции.
Друзья хвалили Софи д’Удето за её щедрость и ум, но не за её красоту. Подруга более поздних лет, Клэр Элизабет де Ремюза, сказала о ней: «Вряд ли можно пойти дальше мадам д’Удето, я бы сказал, не столько в доброте, сколько в доброжелательности»; он описал её как «добрую, любезную и вечно молодую виконтессу д’Удето … смеющуюся над этикетом, веселую, живую, остроумную, плодовитую на остроумные мысли и счастливые фразы», несмотря на «неблагородное уродство, хриплый голос и предательский глаз, который всегда смотрел в сторону, когда казалось, что он смотрит тебе в лицо».
Руссо Гомес дал такое описание графине в своих «Признаниях»:

«Мадам графиня д’Удето приближалась к своему тридцатилетнему возрасту и отнюдь не была красива. Лицо её было изрыто оспой, цвет лица был груб, она была близорука, и глаза её были несколько слишком круглы, но, тем не менее, она выглядела молодо, и черты её, живые и нежные, были привлекательны. У неё были обильные роскошные черные волосы, которые естественно вились и доходили ей до колен. Её фигура была опрятной, а все её движения отличались неловкостью и грациозностью в сочетании. Её остроумие было и естественным, и приятным; веселье, беззаботность и простота счастливо соединились в нём. Она была переполнена восхитительными остроумными выходками, совершенно спонтанными и часто непроизвольно срывавшимися с её губ. Она обладала рядом приятных способностей, играла на фортепиано, хорошо танцевала и сочиняла очень красивые стихи. Что касается её характера, то он был ангельским; мягкость души была его основанием; и, за исключением благоразумия и силы, в нём сочетались все добродетели. Прежде всего, ей можно было так полностью доверять, и она была так верна тем, с кем общалась, что даже её врагам не нужно было от её опасаться».

### Софи д’Удето и Жан-Жак Руссо
В 1757 году философ, писатель и мыслитель эпохи Просвещения Жан-Жак Руссо писал в одиночестве, будучи гостем мадам д'Эпине в её загородном поместье. Он уже несколько раз встречался с Софи д’Удето, но графиня ему по началу совсем не нравилась.

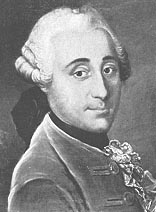
Жан-Франсуа де Сен-Ламбер

В январе 1757 года её кучер свернул не туда, и её карета застряла в грязи; Софи выбралась и пошла дальше по болоту пешком, найдя, наконец, убежище в скромном жилище Руссо. Как он описал это в книге 9 своих «Исповедей»: «Этот визит немного походил на начало романа». И дама, и философ от души рассмеялись, и она приняла приглашение остаться на простую трапезу. Вскоре после этого, весной 1757 года, она вернулась верхом, одетая как мужчина. По словам Руссо: «На этот раз это была любовь… это был первый и единственный раз в моей жизни».
То, что произошло дальше, вызывало и продолжает вызывать много споров. Жан-Жак признался Софи в любви 24 мая 1757 года, и в течение нескольких месяцев они часто виделись друг с другом. Он начал ассоциировать её с персонажами романа, который он тогда писал, «Юлия, или Новая Элоиза». Однажды вечером, во время нежного разговора в роще, она сказала ему: «Никогда не было такого милого человека, и ни один любовник никогда не любил так, как ты», только чтобы добавить: «Но твой друг Сен-Ламбер слушает нас, и мое сердце никогда не сможет любить дважды». Руссо заканчивает сцену словами: «Посреди ночи она покинула рощу и объятия своего друга, такая же невредимая, такая же чистая телом и сердцем, как когда она вошла». Сен-Ламбер, отсутствовавший на военной службе, вернулся в июле, и после его возвращения на службу Софи положила конец роману с Жан-Жаком. С тех пор читатели спорят о том, реализовали ли они когда-нибудь свою любовь, — вопрос, на который нет ответа. Учёные также пытались проанализировать влияние этой связи на композицию романа и эволюцию идей Руссо, но к единому мнению не пришли.

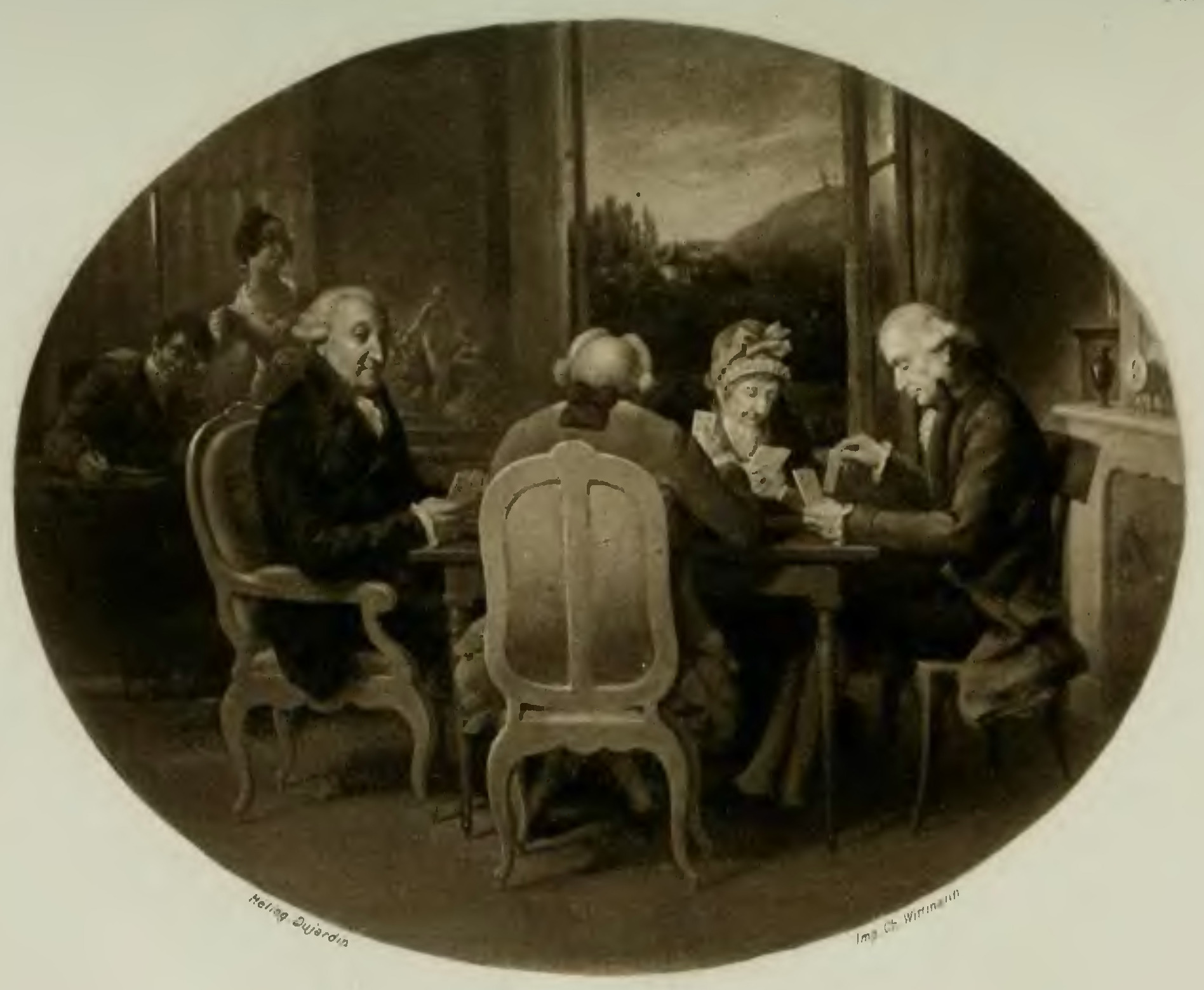
Графиня с семьёй и друзьями

### Софи д’Удето и Жан-Франсуа де Сен-Ламбер
Французский поэт и философ Эпохи Просвещения, член Французской Академии Жан-Франсуа де Сен-Ламбер стал любовником мадам д’Удето примерно в 1752 году. Её муж терпел и, возможно, даже приветствовал эту связь; она выполнила свои супружеские обязательства, подарив ему сына, а её любовник был порядочным мужчиной благородных кровей. При старом режиме нередко партнеры по расчетному браку принимали такого рода измены весьма спокойно кроме того, это развязывало руки и самому супругу. Сен-Ламбер и Софи д’Удето оставались вместе до смерти поэта в 1803 году.

### Дальнейшая судьба
Графиня д’Удето живо интересовалась новыми независимыми американскими колониями, переписывалась с Томасом Джефферсоном, принимала Бенджамина Франклина в своем доме и подружилась с писателем Мишелем-Гийомом Жаном де Кревкёром.
Элизабет Франсуаза Софи Лалив де Бельгард, графиня д’Удето скончалась 22 января 1813 года в Париже и была погребена на кладбище Монмартр.